# Jolbbárivier
Jolbbárivier  (Jolbbájåkka / Jolbbájohka) is een rivier die stroomt in de Zweedse  gemeente Kiruna. De rivier verzorgt de afwatering van het bergmeer Jolbbámeer. Ze stroomt naar het zuiden en stroomt na circa 8 kilometer de Lävasrivier in.
Afwatering: Jolbbárivier → Lävasrivier → Rautasrivier → Torne → Botnische Golf